# Clavatula tripartita
Clavatula tripartita là một loài ốc biển, là động vật thân mềm chân bụng sống ở biển thuộc họ Clavatulidae.

## Hình ảnh

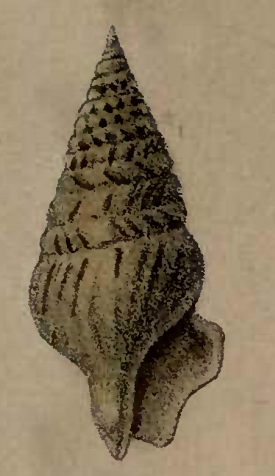
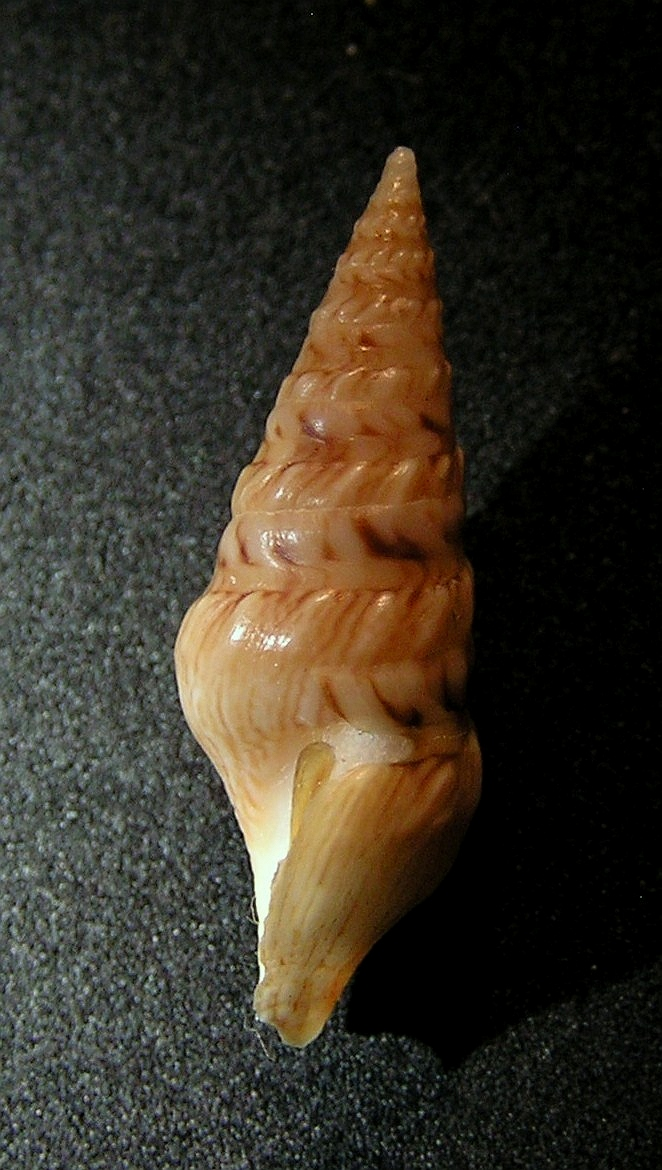